# Epidendrum latilabre
Epidendrum latilabre är en orkidéart som beskrevs av John Lindley. Epidendrum latilabre ingår i släktet Epidendrum och familjen orkidéer. Inga underarter finns listade i Catalogue of Life.

## Bildgalleri

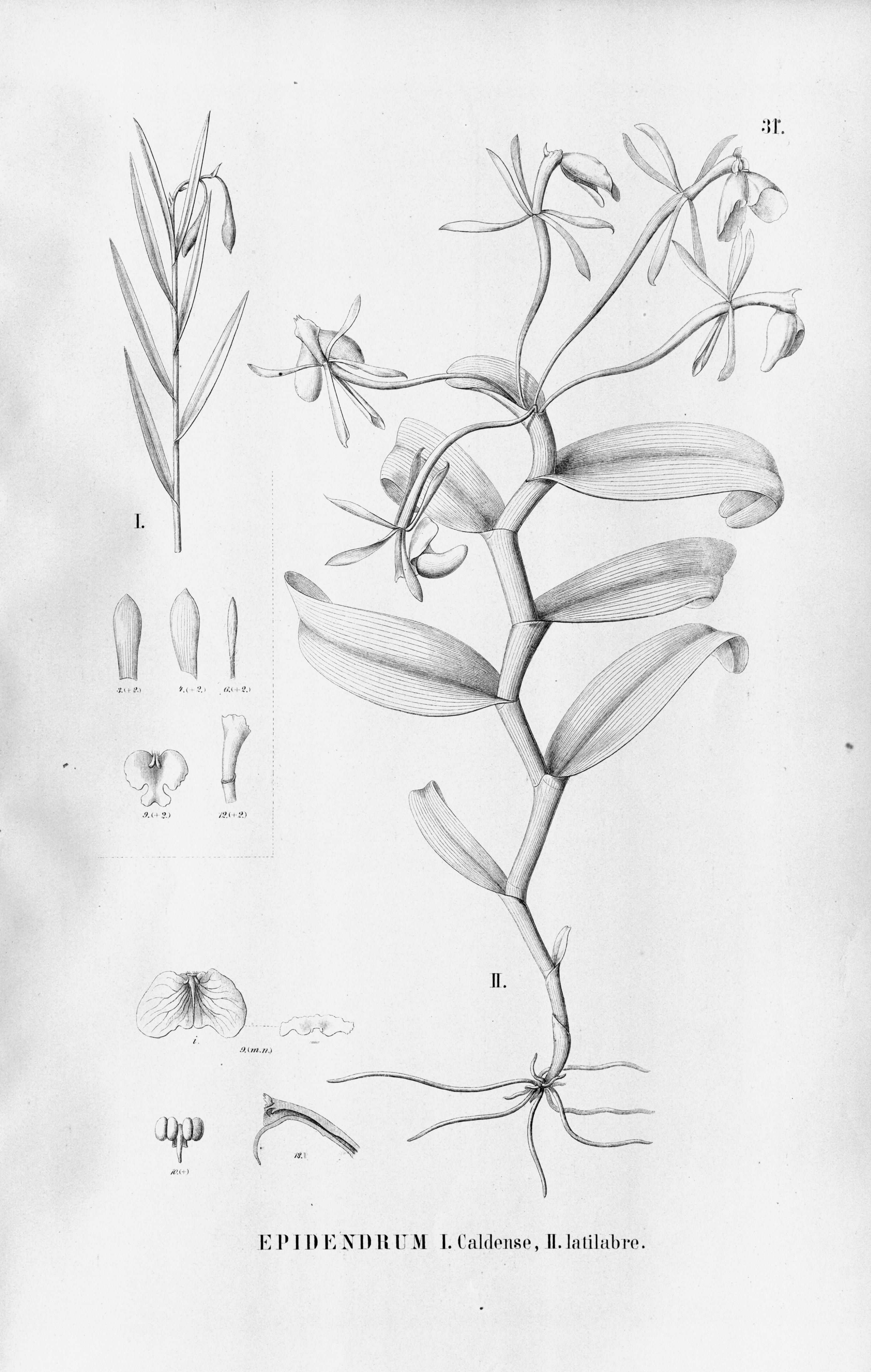